# 윤경현 (해운대구의원)
윤경현(尹慶鉉, 1939년 4월 8일 ~ )은 대한민국 전직 언론인 출신이었던 전직 정치인이다.

## 주요 경력

### 주요 이력
- 대구매일신문 기자(1962년 3월 ~ 1967년 3월).
- 대구매일경제신문 기자(1967년 3월 ~ 1968년 3월).
- 부산매일경제신문 기자(1968년 3월 ~ 1969년 3월).
- 부산아동복지회 상무이사(1969년 ~ 1970년).
- 민중당 당무위원(1970년 ~ 1971년).
- 신민당 당무위원(1971년 ~ 1976년).
- 부산 동부 해운 운수 CEO 대표이사(1982년 3월 ~ 1989년 11월).
- 부산 해운대구 대구향우회 이사장(1990년 3월 ~ 1991년 6월).
- 부산 해운대구의원(1995년 7월 1일 ~ 1998년 7월 1일).
- 새정치국민회의 당무위원(1995년 9월 25일).
- 새정치국민회의 탈당(1996년 12월 15일).
- 부경대학교 행정학과 객원교수(2001년 2월 ~ 2002년 2월).

### 명예 박사 학위
- 러시아 하바로프스크 인민경제대학교 명예 경제학 박사(1999년 2월 9일).